# Juan José Hernández (escritor)
Juan José Hernández (Tucumán, 17 de octubre de 1931-Buenos Aires, 27 de marzo de 2007) fue un escritor, poeta y militante LGBT argentino.

## Biografía
Juan José Hernández nació en la ciudad de San Miguel de Tucumán en el año 1931. Su primer libro de poemas, Negada permanencia y La siesta y la naranja, fue publicado en 1952 por la editorial Botella al mar. En el año 1957, Burnichón publicó su segundo poemario llamado Claridad Vencida.
Ya siendo un joven adulto, dejó su Tucumán natal con el pretexto de estudiar medicina en Rosario, pero al año siguiente se radicó en Buenos Aires para dedicarse a la literatura. Esa migración fue, quizás, doblemente impulsado tanto por ser homosexual como por buscar un ambiente cultural más amplio.En septiembre de 1955 se produce un golpe de Estado en el país que derroca al gobierno constitucional, tras ello se instala la dictadura de Eduardo Lonardi de ideología nacionalcatólica que llevaría al arresto de cientos de reconocidos  personajes homosexuales entre ellos Hernández quien sería torturado en un calabozo de la policía federal, tras dos meses sería liberado. Los exilios de Juan José Hernández” , Centro Editor de América Latina, Buenos Aires, Argentina: CEAL. p. 3 ISBN 950-25-1222</ref>
En el año 1965 destacó como cuentista al publicar El Inocente (Editorial Sudamericana).
En 1971 publicó su única novela, La ciudad de los sueños (Editorial Sudamericana) y fue uno de los fundadores del Frente de Liberación Homosexual, donde fue una de sus figuras destacadas.
Su única pieza teatral, La lluvia de fuego fue escrita en colaboración con Silvina Ocampo y estrenada en París por Marilú Marini. En 1999 Juanjo hizo público en el diario La Nación que el esposo de Silvina, Adolfo Bioy Casares, cedió el guion de la obra omitiéndolo en la coautoría.
Como traductor, tradujo obras de Paul Verlaine, Jean Cassou y Tennessee Williams.
Trabajó en el diario La Prensa bajo el nombre de Hernández Ledesma.
En 1969 fue beneficiario de la Beca Guggenheim. En 1984 recibió el Premio Konex.
Murió de cáncer dejando inconclusa su novela Toukoumán, la historia de Gabriel Iturri, un tucumano que fue modelo del barón Charlus, personaje de Marcel Proust en su obra En busca del tiempo perdido.
En el obituario de La Nación a cargo de Jorge Cruz se lo retrató así

"[...] Juan José Hernández, que acaba de morir mucho antes de lo que hacía prever la regocijante lozanía de su espíritu, fue un escritor ejemplar. Su genuino talento obedecía a una disciplina literaria manifiesta tanto en la perfecta proporción de su prosa como en la contenida expansión de sus versos. La razón velaba siempre en la articulación de sus párrafos y de sus estrofas y le procuraba a su obra la transparencia que se desplegaba ante el lector. Abominaba del estilo sucio y desprolijo, de la informalidad vulgar, de las falsas enumeraciones caóticas, de las construcciones descoyuntadas, de los trozos de vida sin faenar. Y a pesar de no practicar la literatura de las cosas tradicionalmente bellas y, por el contrario, incluir lo feo, lo cotidiano y la sensualidad más intensa, consideraba que la palabra, vértice de la literatura, no debía ser degradada ni en los momentos de las más crudas referencias. [...]"

Su biblioteca junto con a la de su pareja y amigo de largo tiempo, el escritor José "Pepe" Bianco, fue donada por sus herederos a la Universidad Torcuato Di Tella en el año 2008.

## Obra

### Novelas
- 1971: La ciudad de los sueños

### Cuentos
- 1965: El inocente
- 1997: La favorita
- 1992: La señorita estrella y como si estuviera jugando
- 1996: Así es mamá (cuentos completos)
- 2004: La ciudad de los sueños (narrativa completa)

### Ensayos
- 2003: Escritos irreberentes

### Poesía
- 1952: Negada permanencia
- 1952: La siesta y la naranja
- 1957: Claridad vencida
- 1966: Elegía, naturaleza y la garza
- 1966: Otro verano
- 2001: Desideratum (obra poética completa)